# Malkaridae
Malkaridae é  uma família de aranhas araneomorfas, parte da superfamília dos Mimetoidea.

## Sistemática
A família Malkaridae inclui 4 géneros e cerca de 11 espécies, sendo que o género Perissopmeros é o que apresenta maior biodiversidade, com 6 espécies:
- Carathea Moran, 1986 (Tasmânia)
- Chilenodes Platnick & Forster, 1987 (Chile, Argentina)
- Malkara Davies, 1980 (Queensland)
- Perissopmeros Butler, 1929 (Austrália)